# 9K120 Ataka
Die 9K120 Ataka (russisch 9К120 Атака (dt. 9K120 Attacke), NATO-Codename AT-9 Spiral-2) ist eine Panzerabwehrlenkwaffe aus sowjetischer Produktion. Der GRAU-Index der Lenkwaffe lautet 9M120.

## Entwicklung
Die Lenkwaffe wurde vom Konstruktionsbüro Kolomna entwickelt, das bereits die Systeme 9K11 Maljutka und 9K114 Schturm geschaffen hatte. Die Entwurfsarbeiten begannen Mitte der 1980er-Jahre. Das System 9K120 Ataka wurde als Nachfolgemodell der in den späten 1970er-Jahren eingeführte 9K114 Schturm konzipiert. Das 9K120-System basiert auf der 9K114 und ist eine Weiterentwicklung dessen. Die 9K120 ist gegenüber dem Vorgängermodell resistenter gegenüber elektronischen Störmaßnahmen und besitzt eine größere Treffergenauigkeit sowie eine größere Reichweite. Ebenso verfügt die 9K120 über einen komplett neuentwickelten Sprengkopf mit erhöhter Durchschlagsleistung. Die ersten Exemplare wurden 1985 an die sowjetischen Streitkräfte ausgeliefert.

## Varianten
Das System 9K120 Ataka verwendet folgende Lenkwaffentypen:
- 9M120: Basisversion mit 9N143-Tandemhohlladung mit 7,4 kg; Panzerdurchschlag 600–800 mm RHA[1]
- 9M120-1: Version mit kombinierter Funkkommando- oder Laser-Lenkung; eingeführt Mitte der 2000er-Jahre[1]
- 9M120M: Version mit Tandemhohlladung; Reichweite 8 km
- 9M120D: Version mit Splittergefechtskopf; Reichweite 10 km
- 9M120F: Version mit 9N143F-thermobarischem Gefechtskopf[1]
- 9M120-1F: Version mit Splitter-Brand-Gefechtskopf
- 9M220O: Version mit 9N143OF-Continuous-Rod-Sprengkopf und Näherungszünder[4] für die Bekämpfung von Hubschraubern; Reichweite 7 km[1]

Ebenso können die 9M114M Lenkwaffen des Vorgängersystems AT-6 Spiral eingesetzt werden:
- 9M114M1: (AT-6B „Spiral“): 6 km Reichweite mit 7,4-kg-Monoblock-Hohlladung
- 9M114M2: (AT-6C „Spiral“): 7 km Reichweite mit 7,4-kg-Tandem-Hohlladung

## Einsatzplattformen
Die fahrzeuggebundene Version Ataka-S kommt bei den Jagdpanzern 9P149 und 9P162 zum Einsatz. Ebenso ist das System Ataka-S auf dem Kampfpanzer-Unterstützungsfahrzeug BMP-T und auf dem Aufklärungsfahrzeug 2T Stalker installiert.
Die luftgestützte Version Ataka-W kommt mit den Hubschraubern Mi-8 „Hip“, Mi-24W „Hind“, Mi-28 „Havoc“, Ka-52 „Alligator“ und dem Ka-29TB Helix-B, zum Einsatz.

## Technik
Die Lenkwaffe wird in einem Aluminiumrohr transportiert und auch aus diesem abgefeuert. Die Lenkwaffe verwendet einen Feststoffraketenantrieb der Firma Sojus NPO. Beim Start befördert eine kleine Ausstoßladung die Lenkwaffe aus dem Startrohr. Unmittelbar nach dem Verlassen des Rohres entfalten sich die Flügel und der Raketenmotor zündet.
Die Lenkwaffe wird über SACLOS via Funk gesteuert. Die Funksteuerung erlaubt gegenüber der herkömmlichen Drahtsteuerung eine höhere Geschwindigkeit und Reichweite. Die Funksteuerung erfolgt über Ultrakurzwelle mit verschiedenen Frequenzbändern und mehrfacher Codierung, um die Anfälligkeit für Störmaßnahmen zu minimieren. Das System beinhaltet eine elektrooptische Tageslichtvisiereinheit mit integriertem Laserentfernungsmesser. Nach dem Start muss der Schütze das Ziel bis zum Einschlag im Ziel im Visier halten. Steuerkommandos werden via Ultrakurzwelle an die Lenkwaffe übertragen. Um die gesamte Reichweite von 6 km zu durchfliegen, benötigt die Waffe 17,6 Sekunden. Die maximale Fluggeschwindigkeit beträgt 550 m/s (rund Mach 1,6).
Die Lenkwaffe fliegt oberhalb der Visierlinie des Schützen. Da die Zielentfernung über den Laserentfernungsmesser bestimmt wird, stößt die Lenkwaffe erst kurz vor dem Einschlag von oben auf das Ziel herab. Diese Vorgehensweise dient hauptsächlich der Vermeidung von Kollisionen mit Hindernissen. Auch muss bei diesem Angriffsprofil der Hohlladungsgefechtskopf nur die dünne Dachpanzerung des Kampfpanzers durchschlagen. Mit der Lenkwaffe 9M220O besteht die Möglichkeit, langsam fliegende Hubschrauber zu bekämpfen.

## Verbreitung
- Algerien
- Armenien
- Äthiopien
- Brasilien
- Indien
- Indonesien
- Irak
- Kenia
- Libyen
- Polen
- Russland
- Sudan
- Ukraine
- Venezuela
- Belarus